# Puccinia apii
Puccinia apii är en svampart som beskrevs av Desm. 1823. Puccinia apii ingår i släktet Puccinia och familjen Pucciniaceae.   Inga underarter finns listade i Catalogue of Life.